# Ford GT
Ford GT — середньомоторний спортивний автомобіль, перше покоління якого випускалось Ford Motor Company з 2003 по 2006 рік, а друге — з 2016 року. Спочатку автомобіль розроблявся як концепт-кар до сторіччя компанії Ford, також він повинен був нагадати про імена автомобілів з яких «росли його коріння», таких як Mustang і Thunderbird. Каміло Пардо (англ. Camilo Pardo), начальник студії Ford «Living Legends» (в перекладі на укр. "Живі легенди"), був призначений на посаду головного дизайнера GT і працював під керівництвом Джея Мейса (англ. J Mays). Дизайнер взяв за основу дизайн класичного гоночного автомобіля Ford GT40 1960 років, тому автомобіль іноді плутали з його попередником.
Позитивні відгуки в автосалонах спонукали компанію в 2002 році випустити автомобілі в обмеженій кількості, перша випущена версія з'явилася в 2005 році. Це був двомісний дуже потужний автомобіль дуже схожий на свого спортивного «батька». 5,4 літровий двигун з наддувом був задньорозташований, видавав 550 к.с. (410 кВт) і крутний момент 680 Нм, максимальна швидкість — 330 км/год (обмежена електронікою).

## Перше покоління

### Розробка

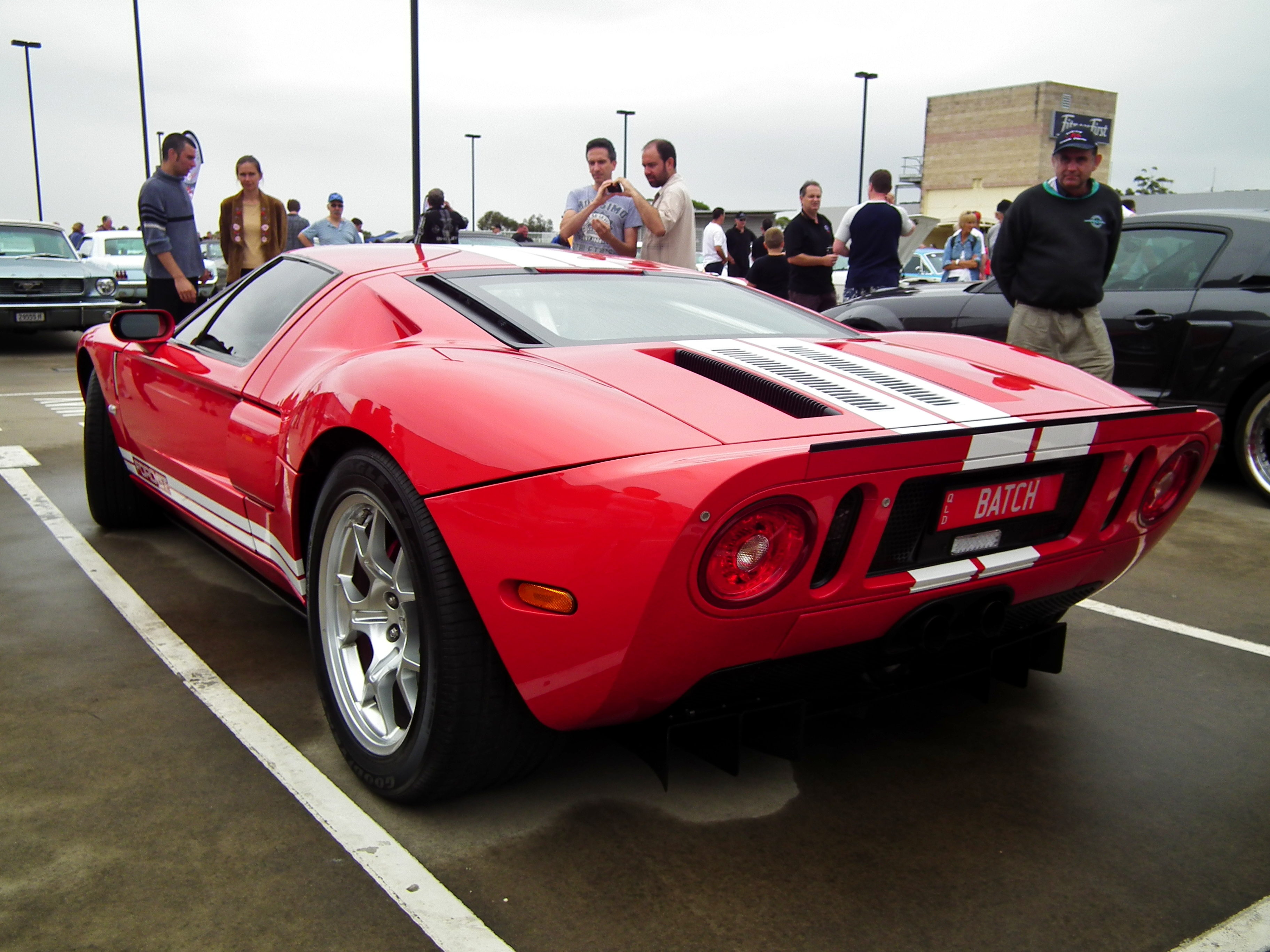
Ford GT coupe

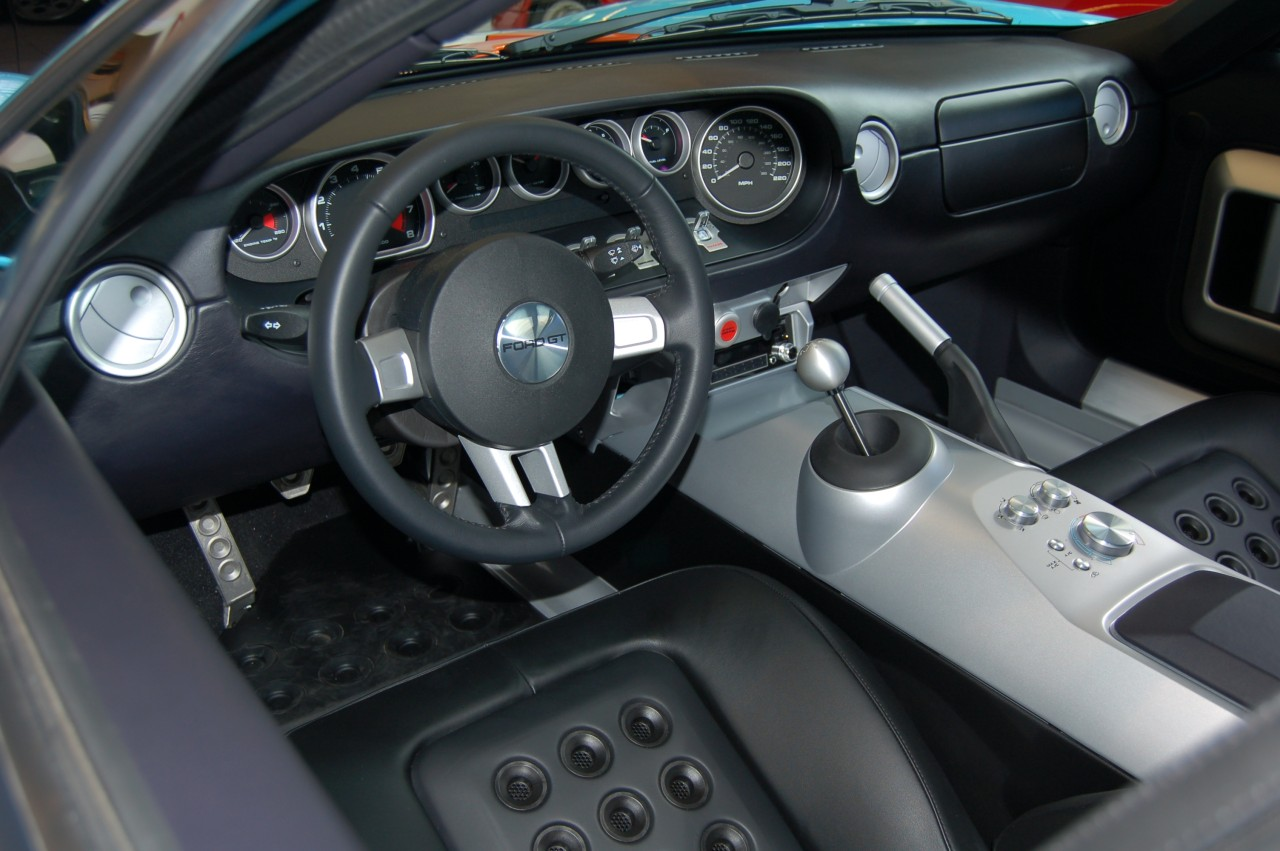
Інтер'єр Ford GT

В 1995 році на Детройтському автосалоні показали концепт Ford GT90. Пізніше, в 2002 році, компанія Ford продемонструвала концепт оновленого GT40.
GT дуже подібний на оригінальний Ford GT40, але дещо більший, ширший і на 3 дюйми (76 мм) вищий від оригінального 40-дюймового автомобіля — з цієї причини потенційною назвою для автомобіля була GT43. Три прототипи автомобіля були показані в 2003 році у рамках урочистостей з нагоди століття компанії. Виробництво Ford GT було почате восени 2004 року.
Британська компанія, «Safir Engineering», яка придбала торгову марку і відновляла випуск GT40 в 1980-х, припинивши випуск, продала непотрібні права і потужності невеликій компанії з Огайо, яка називалась «Safir GT40 Spares». Safir GT40 Spares ліцензувало використання торгової марки, в результаті Ford до початку виставки в 2002 році не міг присвоїти новому Ford GT назву GT40. Були чутки, що Safir GT40 Spares попросив $40 млн. за права, але вони ні разу не підтвердились. Представники Safir GT40 Spares заявили, що Ford відхилив пропозицію про угоду на $8 мільйонів. Перші машини 1960-х називали просто «Ford GT». Назва «GT40» була назвою проєкту Ford з підготовки машин до міжнародних тривалих змагань з ціллю виграти «24 Години Ле-Мана». Перші 12 прототипів носили послідовні номери з GT-101 по GT-112. З початку виробництва все пізніші моделі 1, 2, 3, 5 поколінь нумерувались з GT40-P-1000 до GT40-P-1145 і офіційно називались «GT40». В результаті цієї історії новий Ford GT втратив свою нумерацію і серійні номери.

### Виробництво і продажі

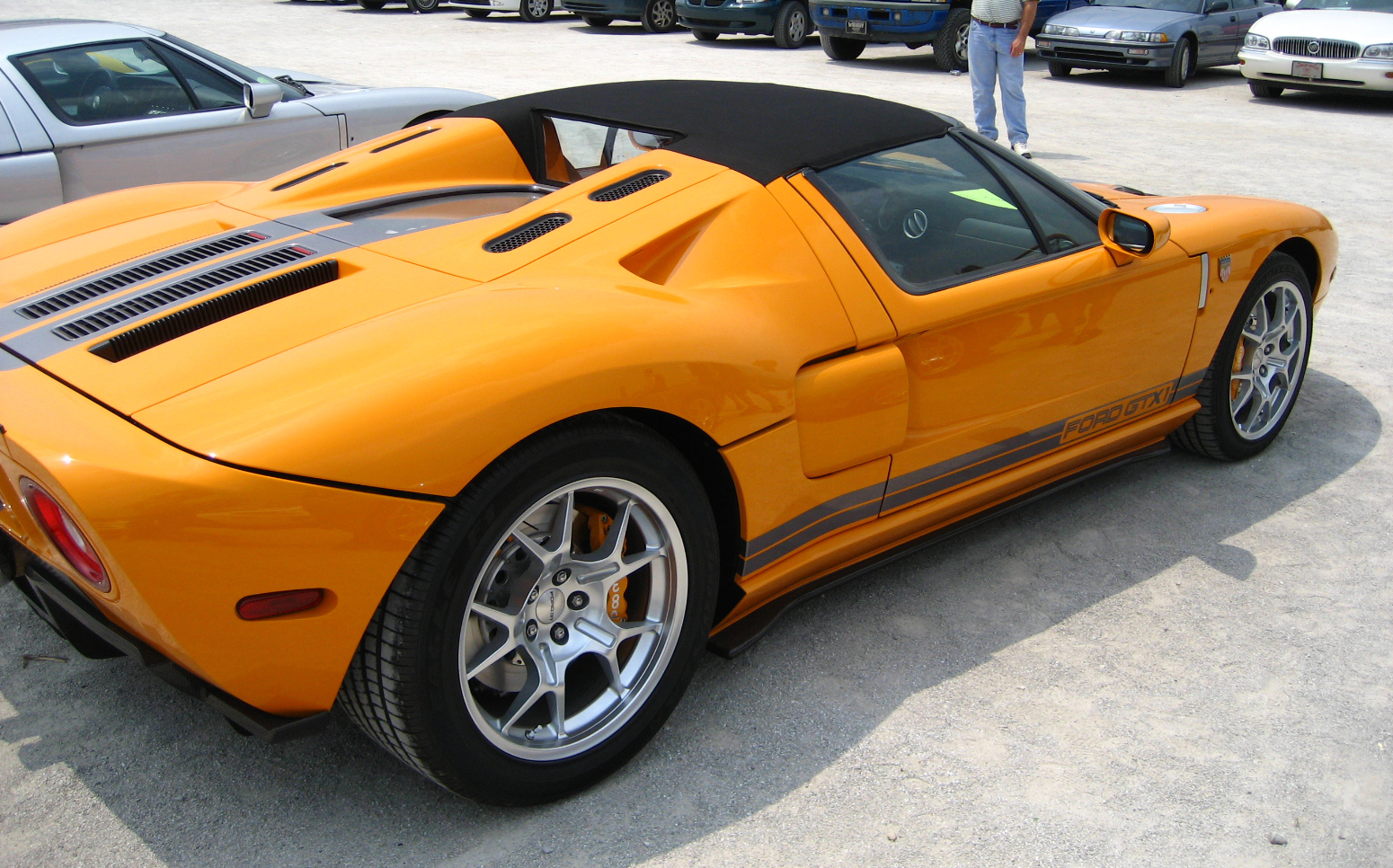
Ford GTX1

Перші покупці отримали автомобіль в серпні 2004 року. Почав збиратись і був розфарбований Ford GT компанією Saleen в їхньому відділенні Saleen Special Vehicles в місті Трой (штат Мічиган). На GT встановлювався фордівський двигун з фабрики «Romeo Engine» в місті Ромео (штат Мічиган). Займались установкою двигуна, механічною КПП й інтер'єру у відділі SVT Ford на заводі у Віксомі.

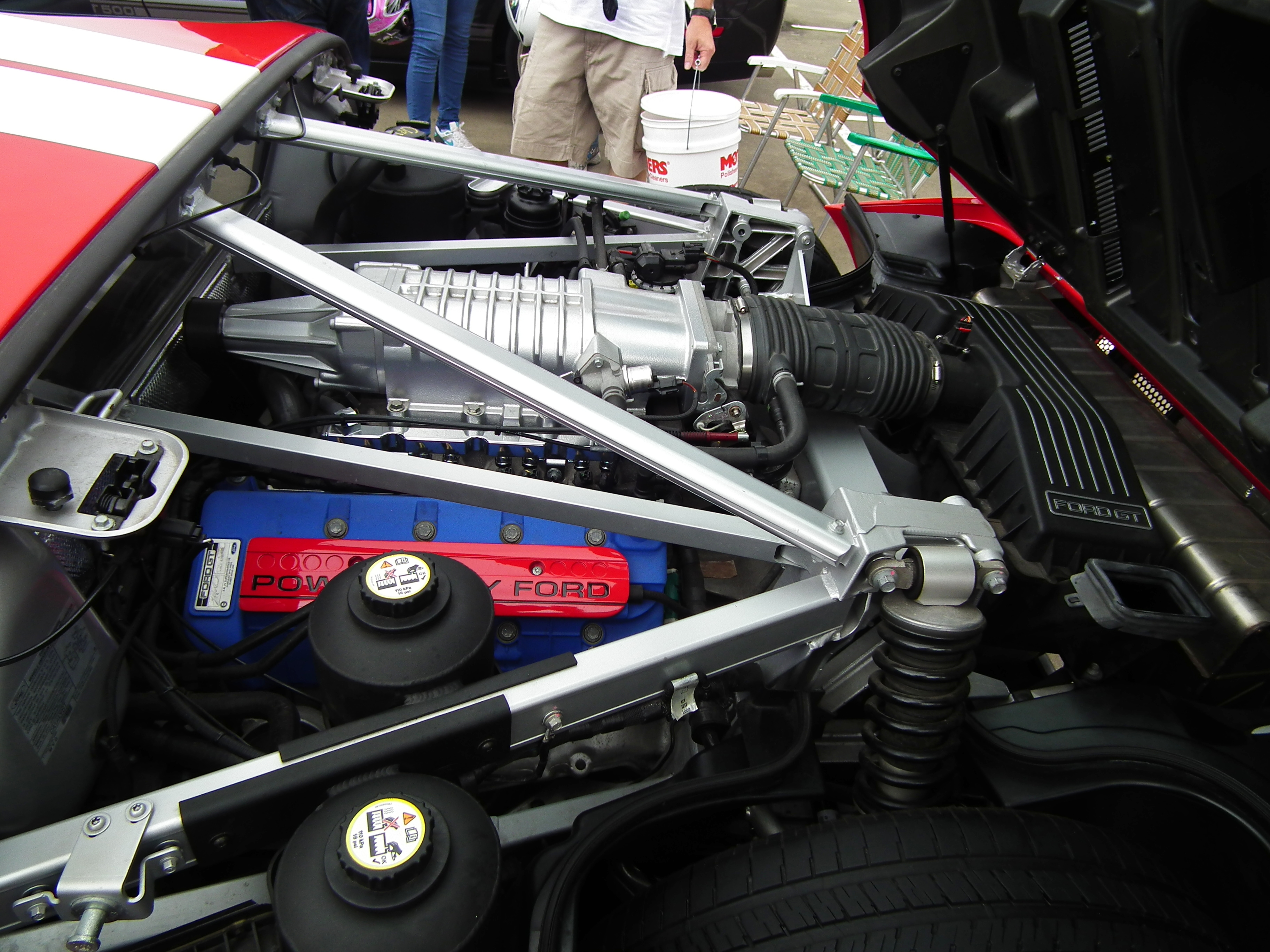
Двигун Ford GT

З 4 500 спочатку запланованих біля 100 було експортовано в Європу починаючи з кінця 2005 року. 200 автомобілів призначались для продажу в Канаді. Коли в 2006 році виробництво було закінчене, план в 4 500 автомобілів не був виконаний. Приблизно 550 було зроблено в 2004 році, біля 1900 в 2005, і трохи більше 1600 в 2006, в сумі 4038; окрім цього останні 11 машин були розібрані компанією «Mayflower Vehicle Systems» і продані на запчастини.
Як і в більшості бажаних автомобілів, коли Ford GT тільки вийшов, попит на нього перевищував пропозицію, і в результаті автомобілі спочатку продавались за преміум цінами. Перший продаж приватній особі нового фордівського спорткару відбулась 4 серпня 2004 року, коли керівний службовець з Microsoft Джон Шірлей (англ. Jon Shirley) забрав свій темно-синій Ford GT 2005. Шірлей заплатив за право отримати перший Ford GT на Pebble Beach Concours d'Elegance аукціоні віддавши вище $557 000. Джей Лено (англ. Jay Leno), ведучий програми The Tonight Show with Jay Leno, отримав червоний GT на тиждень пізніше.
Виробництво останньої 4038-ї GT завершило виробництво моделі 21 вересня 2006 року, раніше спочатку запланованих 4500. Фабрика у Віксомі завершила виробництво 31 травня 2007 року. Продажі GT продовжувались до 2007 року (включно) зі складів.
| Рік    | Продажі в США | Продажі в США | Продажі в США | Продажі в США | Продажі в США | Продажі в США | Продажі в США | Продажі в США | Продажі в США | Продажі в США | Продажі в США | Продажі в США | Продажі в США | Виробництво |
| Рік    | Січ           | Лют           | Бер           | Кві           | Тра           | Чер           | Лип           | Сер           | Вер           | Жов           | Лис           | Гру           | Всього        | Виробництво |
| ------ | ------------- | ------------- | ------------- | ------------- | ------------- | ------------- | ------------- | ------------- | ------------- | ------------- | ------------- | ------------- | ------------- | ----------- |
| 2004   |               |               |               |               |               |               |               |               |               | 22            | 63            | 59            | 144           | 547         |
| 2005   | 7             | 4             | 44            | 70            | 117           | 150           | 91            | 113           | 176           | 165           | 157           | 208           | 1302          | 1890        |
| 2006   | 157           | 194           | 204           | 157           | 178           | 185           | 147           | 143           | 133           | 102           | 261           | 58            | 1919          | 1601        |
| 2007   | 62            | 169           | -             |               |               |               |               |               |               |               |               |               | 231           | 0           |
| В сумі | В сумі        | В сумі        | В сумі        | В сумі        | В сумі        | В сумі        | В сумі        | В сумі        | В сумі        | В сумі        | В сумі        | В сумі        | 3596          | 4038        |

### Двигун
- 5.4 л Ford Modular V8 550 к.с. 774 Нм

### Ford GTX1
В листопаді 2005 року Ford GTX1 (родстер-версія Ford GT) була показана в Лас-Вегасі. Тюнінг вартістю 48 тисяч доларів здійснений «Genaddi Design Group» і схвалений Ford. Це включає покращення підвіски, гальм і збільшення потужності до 700 к. с. (520 кВт).

## Друге покоління (з 2015)

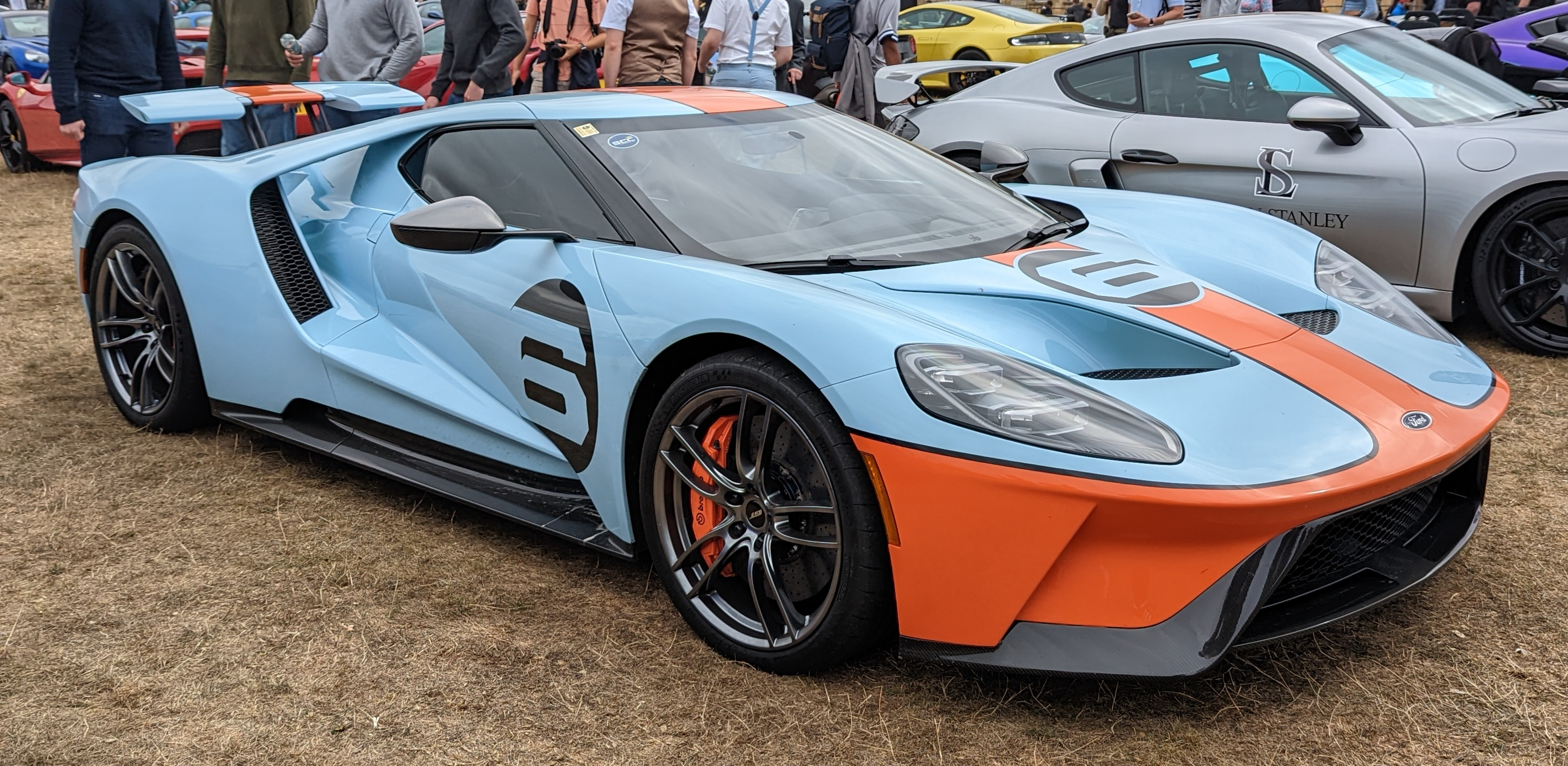
Ford GT ІІ

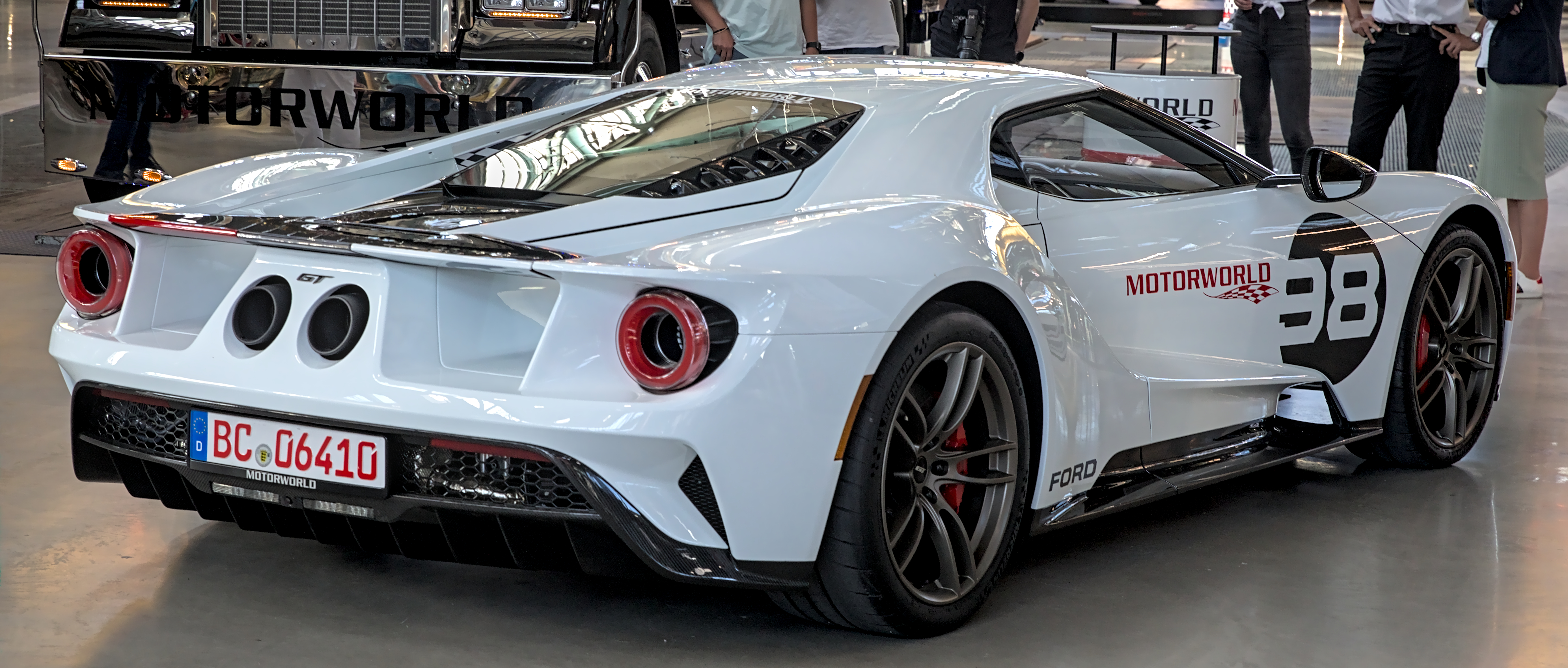
Ford GT ІІ

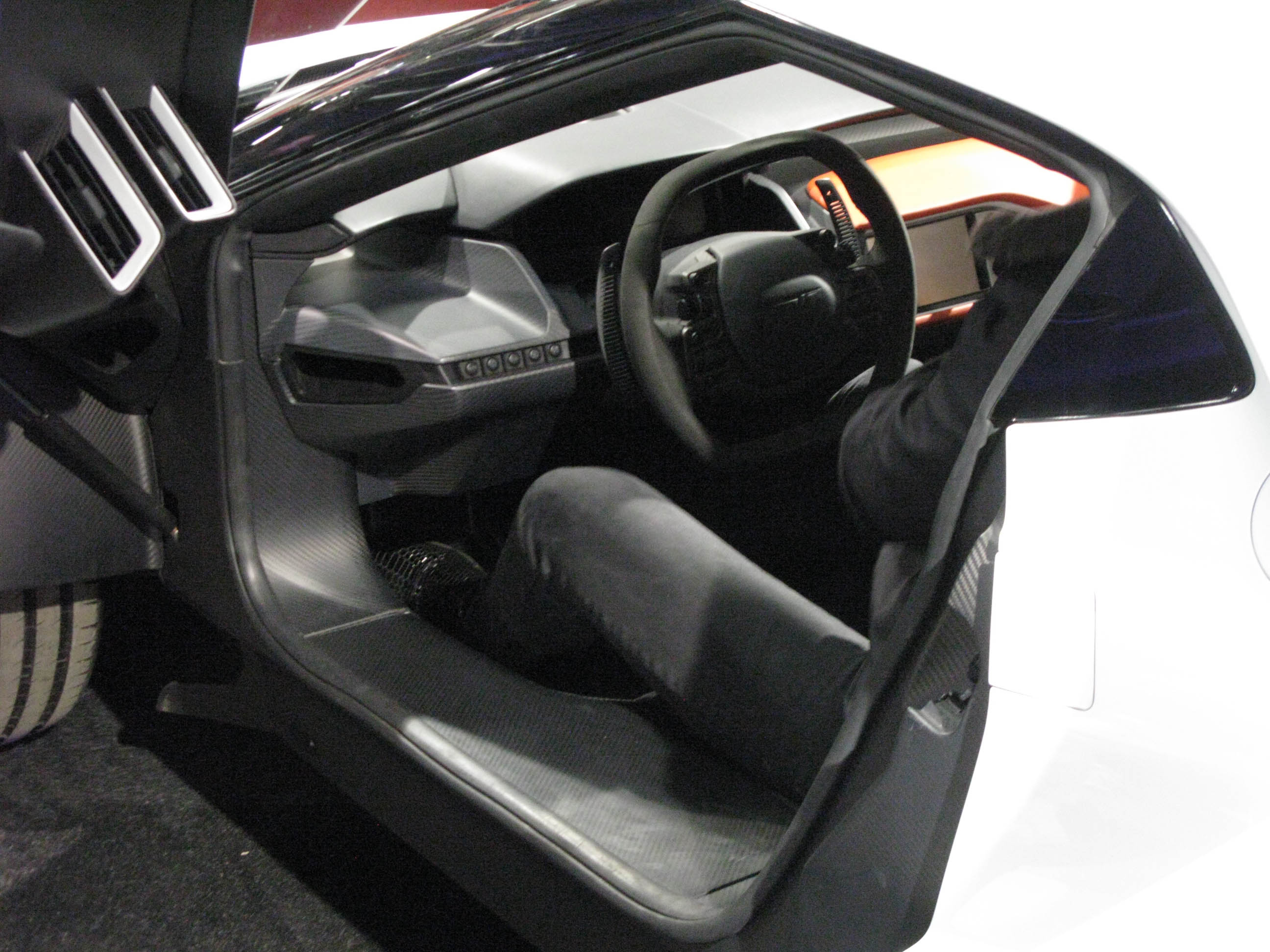

Новий Ford GT представили на Північноамериканському міжнародному автошоу 2015 року і на відкритті Forza Motorsport 6, і поставлений на виробництво і випуск у 2016 році. Він позначив 50 років відтоді як GT40 виграв перегони 24 години Ле Мана 1966 року і успішно проїхав 24 години Ле Мана 2016 року для відмітки річниці, вигравши у своєму класі.
Машина оснащена щойно розробленим 3,5-літровим двигуном EcoBoost V6 з подвійним турбонаддувом, видаючи 656 к.с. (483 кВт) 6520 об/хв і 746 Нм при 5900 об/хв та 7-ст. роботизованою коробкою передач Getrag.. Згідно з Фордом, "GT демонструватиме одне з найкращих співвідношень потужності до маси будь-якого серійного автомобіля", завдяки його легкій конструкції з вуглепластику. Підґрунтям GT є монокок з вуглепластику, вмонтований до алюмінієвих переднього і заднього підрамників, покритий вуглепластиковими кузовними панелями. Машина також має підвіску спортивного типу, ефективну аеродинаміку і двогранні двері. Вітрове скло автомобіля виготовлене з Gorilla Glass, вироблене на Corning, яке також застосовується на екранах смартфонів. Gorilla Glass використовується для зниження маси автомобіля, дозволяючи тонше вітрове скло такої самої міцності.
Починаючи з грудня 2016 року, Ford планує складати GT в кількості одного автомобіля в день аж по жовтень 2020 року. Автомобілі 2017 і 2018 модельних років будуть зарезервовані для обраних покупців GT, автомобілі 2019 року – для покупців, які впустили свій шанс в першому вибірковому процесі, і автомобілі 2020 року для нових клієнтів.

### Двигун
- 3.5 л twin-turbo Ford EcoBoost V6 656 к.с. 746 Нм